# Primeira Partilha da Polônia

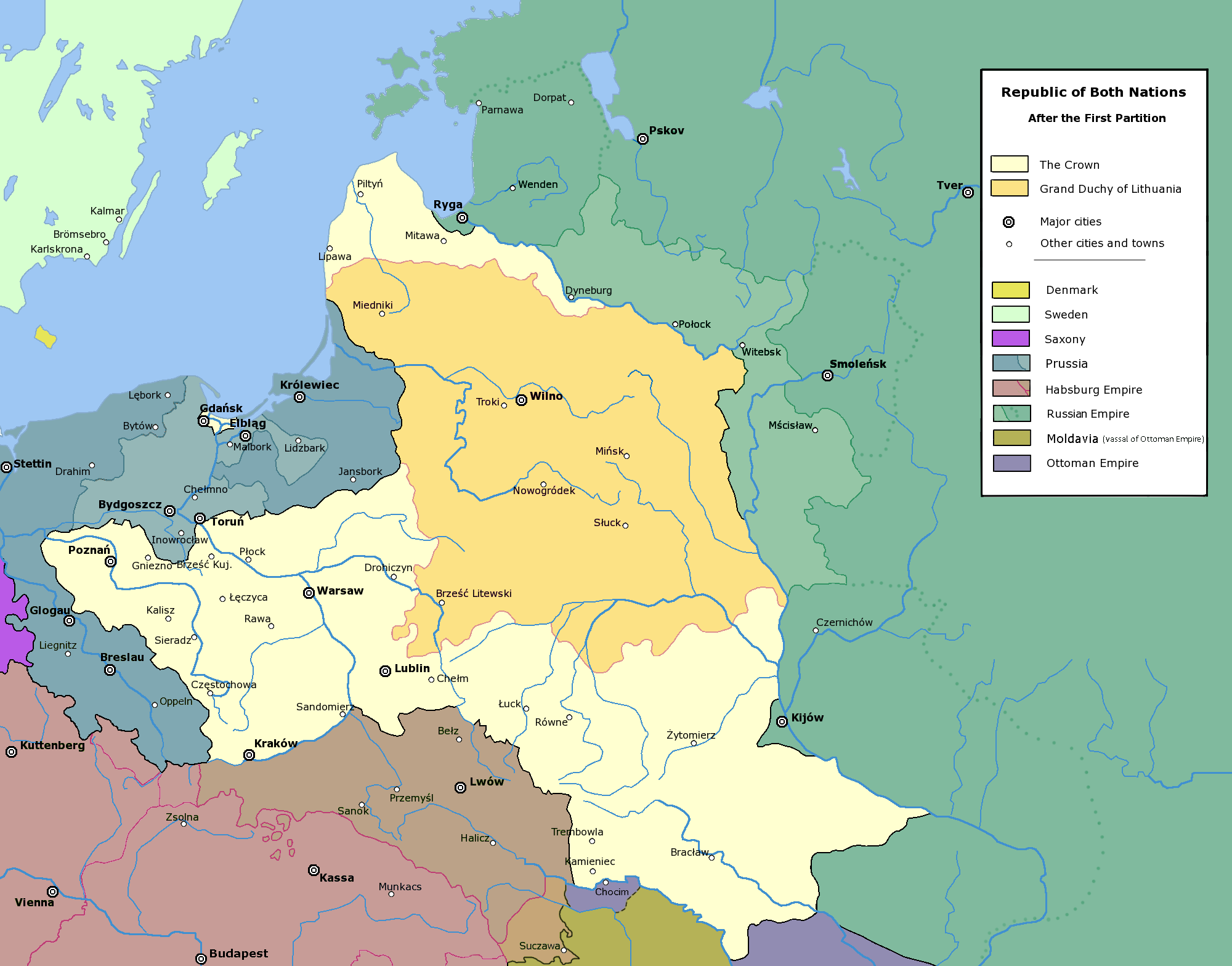
Europa Oriental depois da Primeira Partilha da Polônia, em 1772.

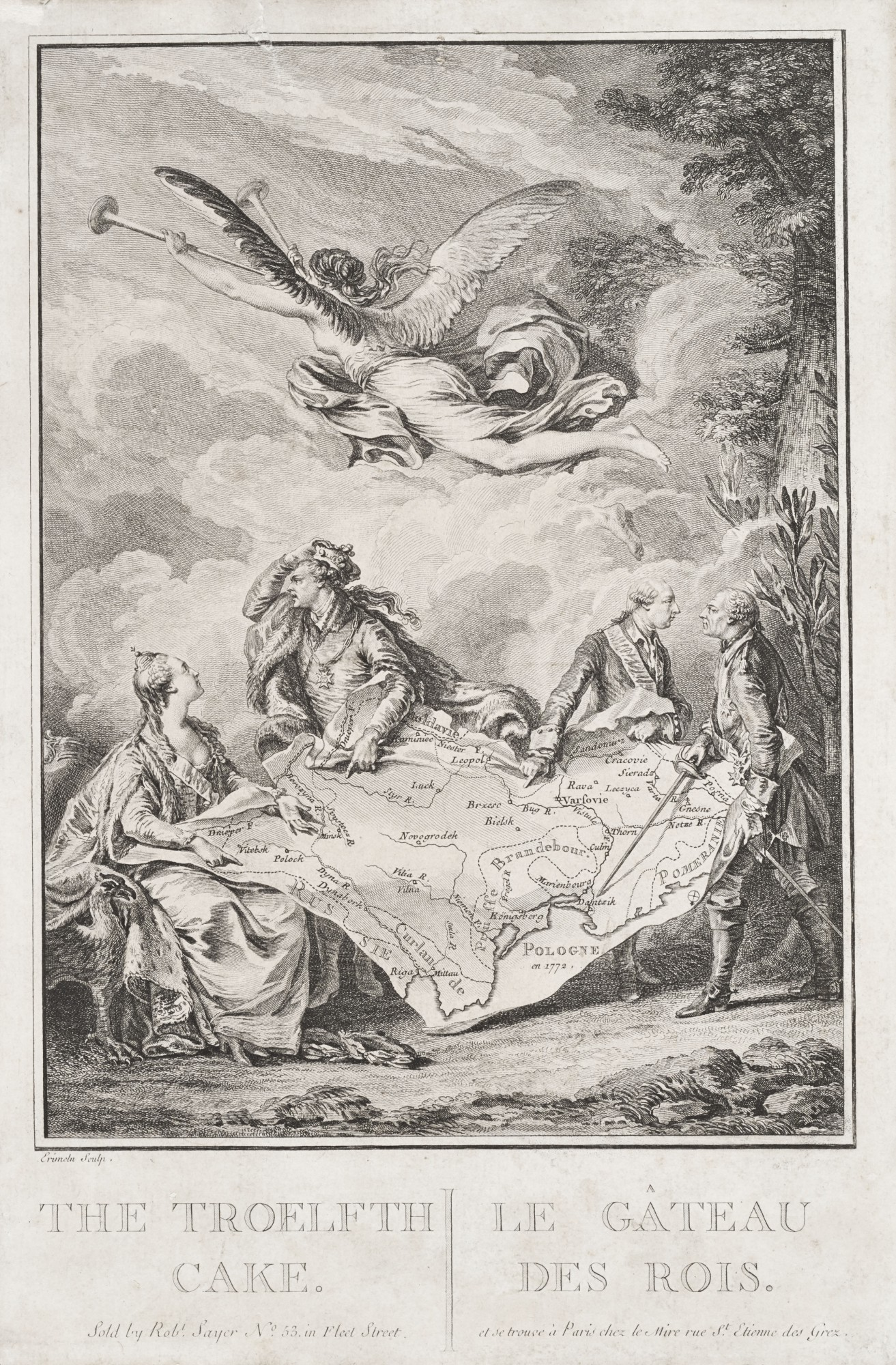
Bolo real ou Bolo dos Reis (le gâteau des rois), uma alegoria francesa de 1773 feita por Jean-Michel Moreau le Jeune, sobre a Primeira Partilha da Polônia.

A Primeira Partilha da Polônia, também conhecida como Primeira Partilha da Comunidade Polaco-Lituana, ocorreu em 1772 e foi a primeira das três partilhas que acabariam por pôr fim à Comunidade Polaco-Lituana em 1795. A primeira partilha foi realizada entre o Império Russo, o Reino da Prússia e o Arquiducado da Áustria, e foi ratificada pelo parlamento polaco (sejm) em 1773.

## Antecedentes
No final do século XVII e no início do século XVIII, a Comunidade Polaco-Lituana deixou de ser uma grande potência europeia para se tornar um mero protetorado do Império Russo, uma vez que o czar russo efetivamente escolhia os monarcas polaco-lituanos e decidia várias das decisões internas da Polônia.
A Primeira Partilha ocorreu depois que o balanço de poder na Europa foi modificado, com as vitórias russas contra os otomanos na Guerra Russo-Otomana (1768-1774) que fortaleceram a Rússia e deram novo ânimo aos interesses da Monarquia Habsburgo na Europa Oriental (particularmente na Moldávia e na Valáquia). A partir de então, a Áustria dos Habsburgos passaria a considerar a hipótese de se ver em guerra com a Rússia.
A França, em uma atitude amigável em relação à Rússia e à Áustria, sugeriu que fossem realizados vários ajustes territoriais, nos quais a Áustria seria compensada com partes da Silésia prussiana, que por sua vez receberia a Vármia e partes da Curlândia. Entretanto, o rei Frederico II da Prússia não tinha nenhuma intenção de desistir da Silésia; ele estava, de qualquer maneira, interessado a encontrar uma solução pacífica - sua aliança com a Rússia o levaria a uma potencial guerra contra a Áustria, e a Guerra dos Sete Anos havia deixado as finanças e o exército prussianos abalados. Ele também estava interessado em proteger os interesses do decadente Império Otomano, que poderia ser eventualmente usado com aliado em uma possível guerra com a Rússia ou a Áustria. O irmão de Frederico, Henry, passaria o inverno de 1770-71 como o representante prussiano em São Petersburgo, para acompanhar as movimentações do Império Russo.
Como a Áustria anexou treze cidades na região de Szepes em 1769, Catarina II e o general Ivan Chenyshyov sugeriram a Henry que induzisse a Prússia a reclamar regiões polacas, como a Vármia. Depois que Henry o informou da proposta, Frederico sugeriu a partilha das áreas fronteiriças da Comunidade Polaco-Lituana entre as três potências, Áustria, Prússia e Rússia, com a maior parte dos territórios sendo destinada à coroa austríaca, que estava relativamente desestabilizada e fragilizada. Frederico também tentou encorajar a Rússia a orientar a sua expansão contra a fraca Polônia, ao invés de atacar o Império Otomano. Kaunitz contrapropôs a entrega da Silésia para a Áustria, em troca de uma segura aquisição de territórios poloneses, mas o rei prussiano rejeitou este plano.
Apesar de, por algumas décadas, a Rússia ter visto a fragilizada Polônia-Lituânia como seu próprio protetorado, a comunidade também foi devastada por uma guerra civil na qual as forças da Confederação de Bar tentaram destoar o controle russo sobre a Polônia. Além disso, o rei polonês (que contava com o apoio russo), Stanisław August Poniatowski, era visto ao mesmo tempo como fraco e independente; eventualmente, a corte russa decidiu que a utilidade da Polônia como protetorado havia desaparecido. As três potências justificaram suas ações como uma compensação por lidar com um vizinho problemático e uma maneira de sublevar a anarquia reinante na Polônia (a Confederação de Bar tornou-se uma desculpa conveniente); de fato, os três poderes da Europa Oriental estavam interessados em ganhos territoriais.
Depois que a Rússia ocupou os principados danubianos, Henry convenceu Frederico e Maria Teresa que o balanço de poder seria mantido se a Comunidade Polaco-Lituana fosse dividida entre as três potências, e faria com que a Rússia contivesse seu avanço sobre territórios otomano. Sob pressão prussiana, que desde muito tempo queria anexar a província polaca da Prússia Real, os três poderes concordaram com a Primeira Partilha da Polônia. Isso ocorreu frente a uma possível aliança austro-otomana depois de objeções feitas pela Monarquia Habsburgo, que teria preferido receber mais territórios otomanos dos Bálcãs, uma região cobiçada há décadas. Os russos, por sua vez, asseguraram que a Moldávia ficaria longe da fronteira austríaca.

## A partilha começa
Já em 1770 e 1771, Áustria e Prússia tinham tomado alguns territórios fronteiriços da Comunidade, com a Áustria tomando o condado de Szepes e a Prússia incorporando Lauenburg e Bütow. Em 19 de Fevereiro de 1772, o acordo da partilha foi assinado em Viena. Um acordo prévio entre Prússia e Rússia foi feito em São Petersburgo em 6 de Fevereiro de 1772. No começo de agosto, tropas austríacas, prussianas e russas invadiram simultanemente territórios da Comunidade Polaco-Lituana e ocuparam os territórios acordados no acordo feito em 5 de Agosto.
Os regimentos da Confederação de Bar, cujo corpo executivo havia sido forçado a deixar a Áustria (país que havia dado apoio à confederação anteriormente) depois que o país ingressou na aliança russo-prussiana, não deixaram suas armas. Muitos fortes sob seu comando continuaram a lutar pelo maior tempo possível; o Castelo de Wavel em Cracóvia caiu apenas no final de Abril; a Fortaleza de Tyniec continuou segura até Julho; Częstochowa, comandada por Kazimierz Pułaski, conseguiu lutar até o final de Agosto. No final, a Confederação de Bar foi derrotada, e seus membros fugiram ou foram deportados para a Sibéria pelos russos.

## Divisão dos territórios
O tratado da partilha foi ratificado por seu signatários em 22 de Setembro de 1772 e representou um grane sucesso para Frederico II: o território ganho pela Prússia pode ter sido o menor, mas era significativamente relevante e importante dos pontos de vista estratégico e geopolítico. A Prússia ganhou a maior parte da Prússia Real, o que permitiu a Frederico unir a Prússia Oriental com Brandemburgo. A Prússia também anexou áreas do norte da Grande Polônia, seguindo o curso do rio Noteć (o distrito de Netze) e a Kuyavia, mas não as cidades de Danzig (também conhecida como Gdansk). Os territórios incorporados tornaram-se uma nova província em 1773, conhecida como Prússia Ocidental. No total, a Prússia ganhou 36 000 km² e aproximadamente 600 000 novos habitantes. Também conseguiu cortar o acesso da Polônia ao mar e assim ganhar o controle de 80% do comércio exterior da Comunidade Polaco-Lituana, e com tão enormes custos, o reino prussiano acabou por acelerar o inevitável colapso da Polônia-Lituânia.
Apesar do criticismo da Imperatriz Maria Teresa sobre a partilha,  o diplomata austríaco Wenzel Anton Graf Kaunitz considerou a porção recebida pela coroa austríaca como uma ampla compensação; apesar de a Áustria ser a potência menos interessada na partilha, ela recebeu a maior parte da população polaca das áreas ocupadas e a segunda maior porção de terras (83 000 km² e 2 650 000 novos habitantes). Pertenciam à Áustria as cidades de Zator e Auschwitz, parte da Pequena Polônia e dos condados de Cracóvia e Sandomierz (com as ricas minas de sal de Bochnia e Wieliczka) e toda a Galícia, exceto pela cidade de Cracóvia.
A Rússia recebeu a maior, porém, menos importante em aspectos econômicos, área da Polônia, no nordeste. Com este "documento diplomático", a Rússia recebeu territórios ao leste de uma linha que passava pelos rios Duína, Drut e Dnieper. No total, a monarquia russa ganhou 92 000 km² de território e 1 300 000 de habitantes.
Com a primeira partilha, a Comunidade Polaco-Lituana perdeu aproximadamente 211 000 km² de área (30% de seu território, que até então somava cerca de 733 000 km²) e uma população de quatro a cinco milhões de pessoas (aproximadamente um terço de sua população de catorze milhões de habitantes antes das partilhas).

## Consequências

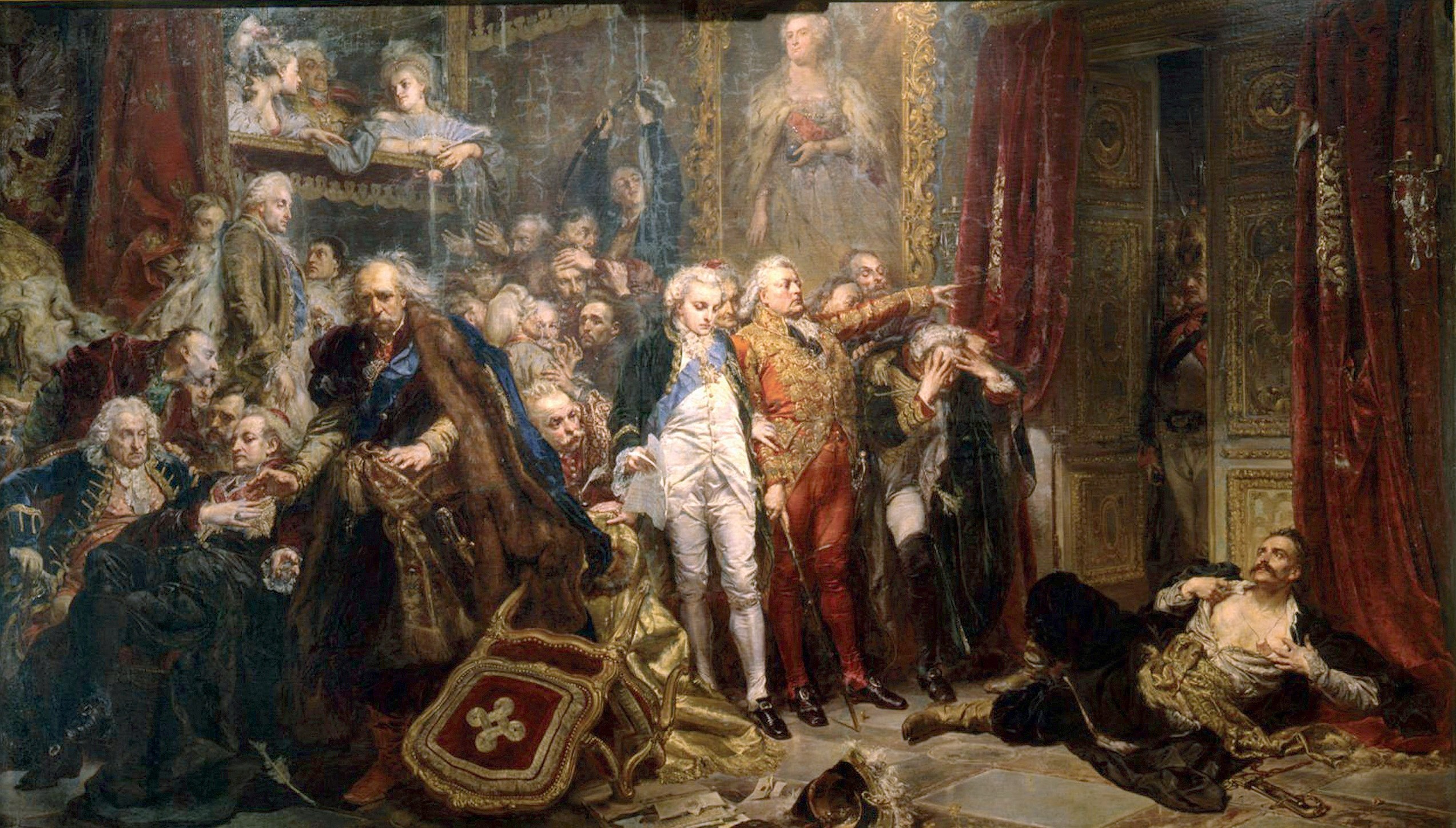
Rejtan - The Fall of Poland, pintura a óleo de Jan Matejko, 1866, 282 x 487 cm, Castelo Real de Varsóvia.

Após ocupar seus respectivos territórios, as três potências exigiram que o rei Stanisław August Poniatowski e a Sejm aprovassem suas ações. O rei apelou às nações da Europa Ocidental por ajuda, e tentou atrasar a convocação da Sejm. Os outros poderes europeus olhando a partilha com relativa indiferença, e apenas poucas vozes - como Edmund Burke - se levantaram contra as potências orientais.
Quando ficou claro que nenhuma ajuda estava a caminho e os exércitos das nações aliadas ocuparam Varsóvia para força pelas armas a reunião da assembleia, nenhuma alternativa a não ser a submissão. Os senadores que se rebelaram contra as potências foram ameaçados pelos russos, representados pelo embaixador Otto von Stackelberg, que declarou que em caso de recusa, a capital inteira seria destruída. Outras ameaças incluíram execução, confisco de bens e mais ganhos territoriais; alguns senadores foram capturados pelos russos e exilados na Sibéria.
As assembleias locais (Sejmiks) se recusaram a eleger delegados para a Sejm, e depois de grandes dificuldades, menos da metade dos membros regulares compareceram à reunião liderada por Michał Hieronim Radziwiłł e Adam Poniński; o último, em particular, era um nobre polaco que havia sido comprado pelos russos e seguia suas ordens.